# تستوسترون آندکانوات
تستوسترون آندکانوات (به انگلیسی: Testosterone undecanoate)، آندریول(خوراکی)(به انگلیسی: Andriol)، جاتنزو(خوراکی)(به انگلیسی: Jatenzo)، آوید(تزریقی)(به انگلیسی: Aveed) یا نبیدو(تزریقی)(به انگلیسی: Nebido) یک داروی استروئید آنابولیک با تأثیرات آندروژنیک است. این ترکیب پودر کریستالی سفید رنگ غیرقابل حل در آب، قابل حل در الکل، کلروفورم، اتر، استون و روغنهای گیاهی است. این ترکیب در برابر تابش نور حساس است.